# Metoda teček
Metoda teček (někdy též bodová metoda) slouží ke znázorňování jevů v mapě. Rozlišujeme dvě metody teček dle typu znázorňovaného jevu – kvalitativní nebo kvantitativní.
V prvním případě jevu kvalitativního se metoda teček využívá ke znázornění lokalizace jevu v mapě. V tomto případě se ne vždy jedná o zobrazení pomocí tečky, může se jednat i o jiný geometrický tvar. V druhém případě jevu kvantitativního se jedná o znázornění nerovnoměrně rozmístěných nespojitých jevů v mapě. Znázorňujeme takto na vybraném území například hustotu obyvatel, počet obyvatel, množství obdělávané půdy, množství zvířat a další nespojité jevy. Rozmístění teček v mapě představuje rozmístění daného jevu ve skutečnosti a zároveň zobrazuje změnu jeho intenzity nebo rozptýlení. Než je přistoupeno k samotnému zpracování mapy tečkovou metodou, je zapotřebí provést analýzu rozmístění jevu v geografickém prostoru. S pomocí těchto výsledků a odpovídajících statistických materiálů, je mapa rozdělena na území, kde se jev nevyskytuje vůbec, kde je velká intenzita výskytu daného jevu nebo kde jsou největší potenciální podmínky pro největší intenzitu jevu. Dle potřeby je pak zvolen jeden z následujících způsobů rozmístění teček v mapě.
Důležitou roli při užití této metody hraje velikost (váha) tečky. Při nesprávném užití této metody se interpretovaný jev zobrazí nepřehledně nebo špatně.

## Způsoby vytvoření tečkové mapy
- Topografický způsob – Tímto způsobem můžeme vyjádřit rozmístění jevu v mapě podle rozmístění jevů v terénu. Tento způsob vyžaduje, aby rozmístění jevu v mapě bylo podobné skutečnosti, shodnost ovšem nejde zajistit. Příkladem vhodného jevu může být mapa počtu obyvatel, viz obrázek.

- Kartogramový způsob – Ten je na rozdíl od první metody založen na rovnoměrném rozmístění teček v určité, předem stanovené územní jednotce. Velikost daného jevu a jeho rozmístění pomocí teček nepředstavují jednotlivé tečky, nýbrž jejich množina v dílčích územích. Kartogramový způsob je přechodem mezi metodou teček (topografickým způsobem) a tečkovým kartogramem. Pomocí tohoto způsobu lze zobrazit například hustotu obyvatel na jeden kilometr čtvereční.[2]

## Výpočet velikosti tečky
Velmi významnou roli sehrává velikost a hodnota (váha) tečky, u obou 2 způsobů.
Proto je nutné si za pomocí vzorce níže vypočítat velikost tečky. Ovšem i tento způsob může být chybný a k jeho správnému užití, je zapotřebí mít širší znalosti z kartografie.
Vzorec pro výpočet velikosti tečky: 
- H=Ss/St*Vt Kde:

```
H – skutečná hodnota velikosti jevu
Ss– plocha skvrny
St – plocha tečky
Vt– hodnota tečky (váha tečky)
```